# Huy Cận
Huy Cận (n. 31 mai 1919 – d. 19 februarie 2005) a fost un poet vietnamez.
Participant la mișcarea de eliberare națională, a scris o poezie protestatară, care exprimă revolta împotriva nedreptății sociale și speranța într-o lume mai bună.

## Scrieri
- 1936/1940: Focul sacru ("Lủ 'a thiêng")
- 1940/1942: Cântecul universului ("Vū trụ ca")
- 1958: Cerul va fi senin în fiecare zi ("Trò'i moi ngày lại sáng")
- 1960: Pământul înflorește ("Dâ't no' hoa")
- 1963: Poem despre viață ("Bài thŏ cuôc dò'i")
- 1967: Cele două mâini ale tale ("Hai bàn tay em")
- 1968: Anii șaizeci ("Nhū'ng năm sáu mu'o'i").